# Komarno (Manitoba)
Pour les articles homonymes, voir Komarno.
Komarno est un hameau du Manitoba située dans la municipalité rurale d'Armstrong dans la région d'Interlake. Komarno signifie infestation de moustiques  en ukrainien. La plus grande attraction de Komarno est la statue de moustique géant donnant fièrement le nom de capitale mondiale des moustiques.
La communauté de Kormano organise annuellement de nombreuses activités dont des danses et des marchés.